# Baryplegma forsteri
Baryplegma forsteri är en tvåvingeart som först beskrevs av Erich Martin Hering 1961.  Baryplegma forsteri ingår i släktet Baryplegma och familjen borrflugor.
Artens utbredningsområde är Bolivia. Inga underarter finns listade.